# Дишман (Вашингтон)
Дишман (енгл. Dishman) град је у америчкој савезној држави Вашингтон.

## Демографија
По попису из 2000. године број становника је 10.031.
| Група             | 2000.         | 2010.    |
| Белци             | 9.176 (91,5%) | 0 (0,0%) |
| Афроамериканци    | 81 (0,8%)     | 0 (0,0%) |
| Азијати           | 133 (1,3%)    | 0 (0,0%) |
| Хиспаноамериканци | 290 (2,9%)    | 0 (0,0%) |
| Укупно            | 10.031        | 0        |